# Kay Voser
Kay Voser (Baden, 4 januari 1987) is een Zwitsers voetballer die bij voorkeur als rechtsback speelt. Hij verruilde in 2014 FC Basel voor Fulham.

## Clubcarrière
Voser debuteerde in 2005 voor Grasshopper Club Zürich in de Zwitserse Super League. In totaal speelde hij 118 competitiewedstrijden voor de club. Op 31 mei 2011 tekende hij als transfervrije speler een contract bij FC Basel. Hij debuteerde voor zijn nieuwe club op 16 juli 2011 tegen BSC Young Boys. Echter raakte hij na zes wedstrijden zwaar geblesseerd waardoor hij een kruis mocht maken over de rest van het seizoen. Zowel in 2012 als in 2013 werd hij landskampioen met FC Basel.

## Interlandcarrière
Voser kwam uit voor diverse Zwitserse nationale jeugdselecties. Hij verzamelde zes caps voor Zwitserland -21.
1 Leno ·
2 Tete ·
3 Bassey ·
5 Andersen ·
6 Reed ·
7 Jiménez ·
8 Wilson ·
9 Muniz ·
10 Cairney  ·
11 Traoré ·
12 Vinícius ·
15 Cuenca ·
16 Berge ·
17 Iwobi ·
18 Pereira ·
19 Nelson ·
20 Lukić ·
21 Castagne ·
22 Willian ·
23 Benda ·
30 Sessegnon ·
31 Diop ·
32 Smith Rowe ·
33 Robinson ·
Coach: Silva
· Assistent-coach: Santos